# 五十嵐丈吉
五十嵐 丈吉（いからし じょうきち、1902年〈明治35年〉1月26日 - 2013年〈平成25年〉7月23日）は、新潟県三条市在住だった長寿の男性。存命人物のうち日本における男性最高齢だった。

## 経歴・人物
1902年（明治35年）1月26日、三条市で6人兄弟の長男として生まれた。
小学校を卒業後、農業で生計を立てる。病気がちだった妻のミテ（1973年に68歳で死去）や、孫の面倒をみるため50代で隠居。酒やたばこはせず、趣味の菊づくりに励み、左大腿部を骨折する91歳までは庭の松の木に登り、枝にはさみを入れていた。酢をよく使うため、長男はそれが長寿の秘訣ではないかと思うと語っていた。
2008年（平成20年）に特別養護老人ホーム「つかのめの里」に入所。110歳の誕生日には万歳するなど元気だったが、それ以降は食欲が落ち、流動食をとることが多かった。
2013年（平成25年）6月12日、木村次郎右衛門が116歳54日で亡くなり、111歳137日で存命中の日本の男性最高齢と認定された。世界でもサルスティアーノ・サンチェスに次いで2番目の高齢の男性であった。135日年上だったジェームズ・マッコーブレーの死去後の18日間は（サルスティアーノ・サンチェスの年齢が正式に確認されていなかったため）、老人学研究団体ジェロントロジー・リサーチ・グループにより一時的に存命中の最高齢の男性と認定されていた。
男性日本最高齢になった時点で、子供4人、孫11人、曾孫22人、玄孫1人がいた。
男性日本最高齢になった41日後の2013年（平成25年）7月23日午前11時6分、肺炎のため死去。111歳178日だった。これにより男性日本最高齢は110歳168日の百井盛となった。日本では1902年生まれ最後の男性であった。